# Svöðufoss
Der Svöðufoss ist ein Wasserfall auf der Halbinsel Snæfellsnes im Westen von Island.
Am Ende des Fossdalurs stürzt die Laxá á Breið hier um 40 Meter in die Tiefe und fließt dann nach Norden östlich des Ortes Rif in den Breiðafjörður. Über den Útenesvegur (Straße 574) kommt man in dieses Gebiet. Der Svöðufoss liegt gut 1,5 km von der Straße entfernt. Er liegt aber nur 650 m westlich vom Kerlingarfoss.